# Huize Elisabeth

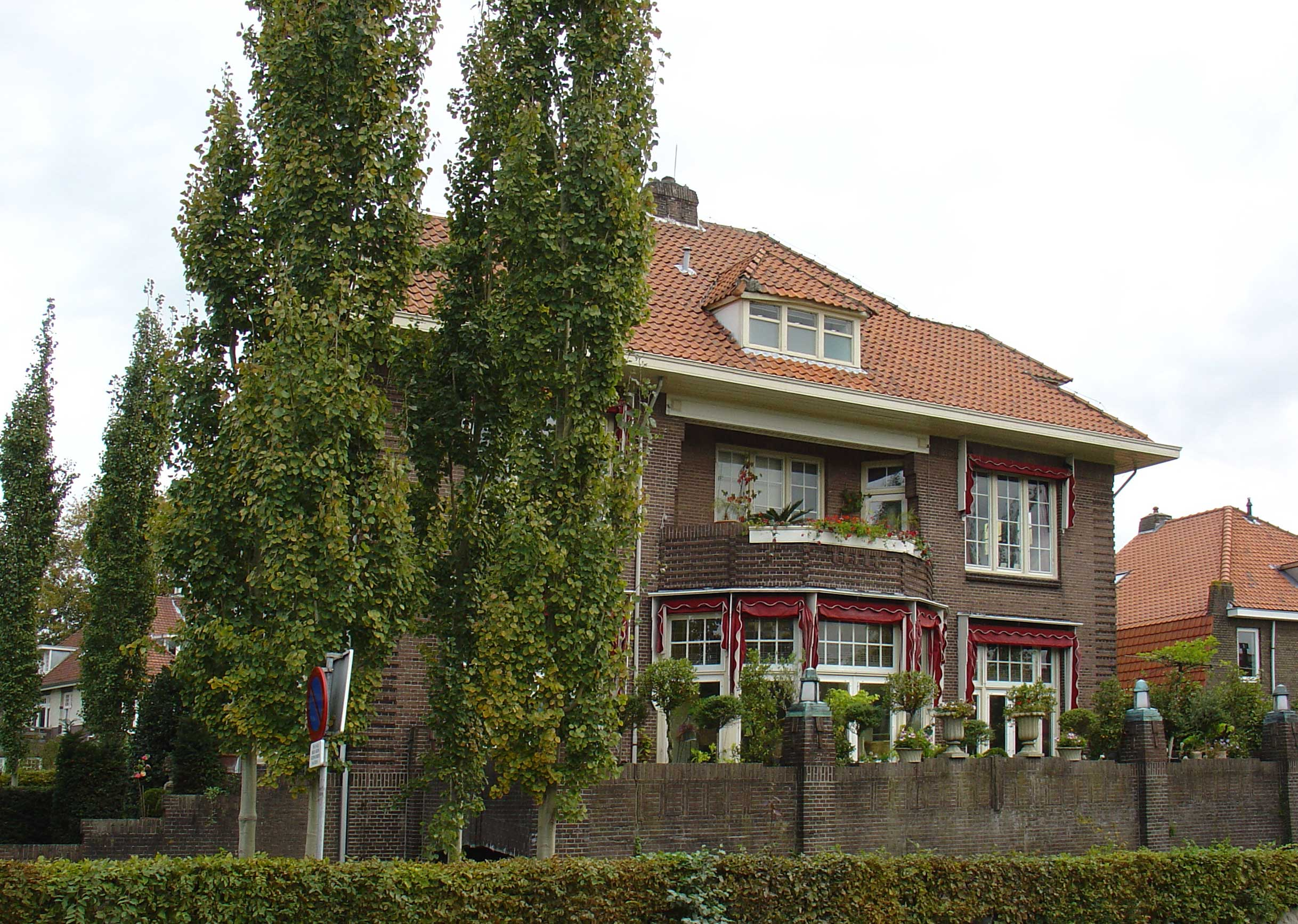
Huize Elisabeth, vanaf de achterzijde aan de Van Strijenstraat gezien

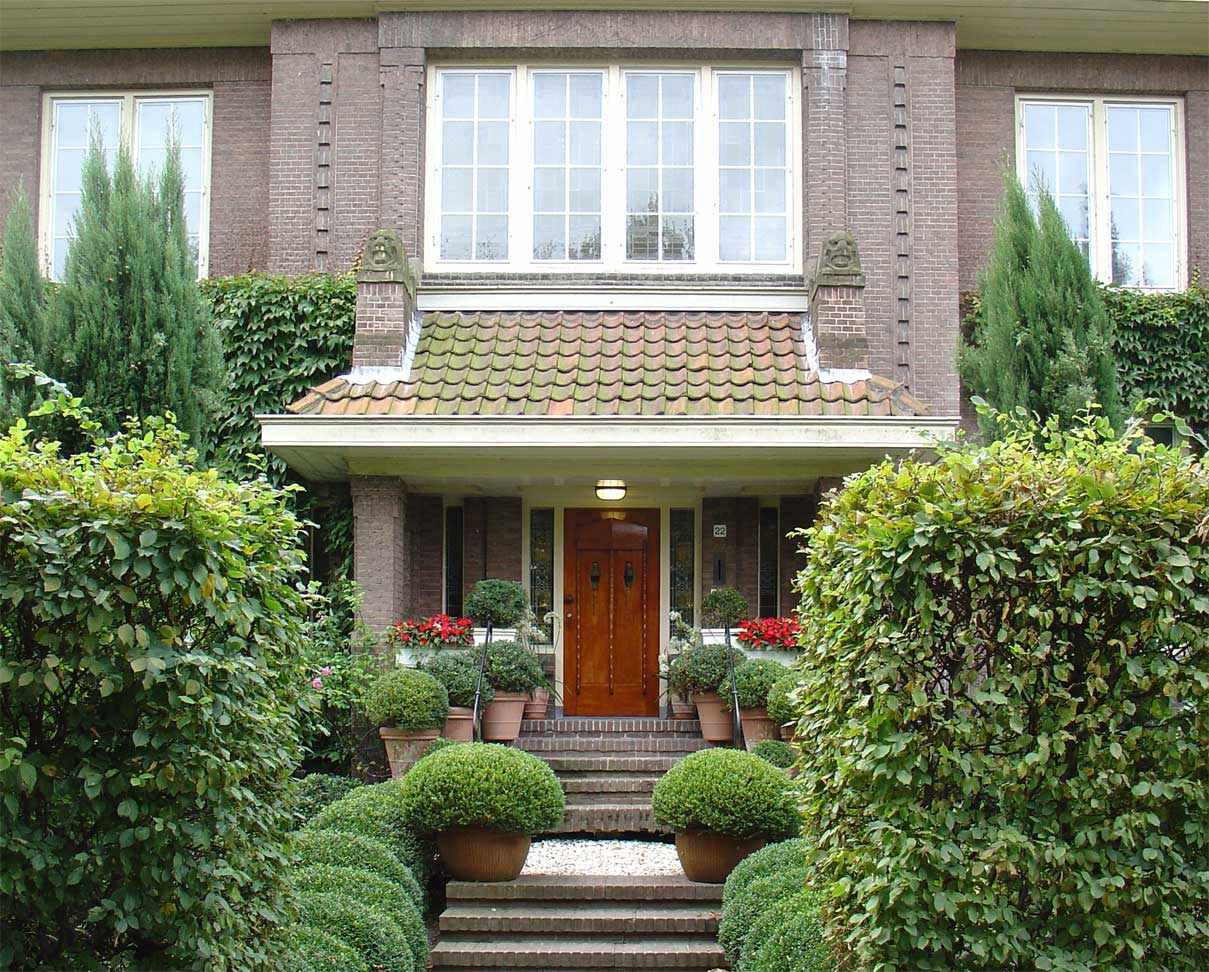
De voorzijde van Huize Elisabeth, gezien vanaf het Van Bergen IJzendoornpark

Huize Elisabeth is een monumentale villa aan het Van Bergen IJzendoornpark, op de hoek met de Piersonweg in Gouda.
In 1899 werd de grond waar later de villa op gebouwd zou worden, gekocht door de koopman en grutter Anthonius Johannes Vos. Zijn zoon, de papierfabrikant Adrianus Jacobus Johannes Vos, liet in 1919, na de aanleg van het Nieuwe Park, de bestaande woning slopen en gaf de Haagse architect J. Duynstee opdracht om hier een villa te bouwen.

## Details
De stichtingssteen draagt de tekst: "Den 21en april 1920 werd deze steen gelegd door A.J.J. Vos jr oud 12 jaren". De bouwstijl van Huize Elisabeth is verwant aan die van de Amsterdamse School.
Op de luifel boven de voordeur zijn twee zandstenen lachende leeuwen te zien, waarschijnlijk een ironische grap gericht aan de buren van villa Honk, aan wie het weidse uitzicht over het nieuw aangelegde park ontnomen werd. Aan de zuidwestzijde is over het water een terras langs de Winterdijk gebouwd.

## Gebruik
Later werd de villa gebruikt als dokterswoning en als opleidingscentrum voor verpleegkundigen. Naar verluidt zou kardinaal Simonis hier geboren zijn. In 1959 werd Huize Elisabeth gekocht door het Goudse ziekenhuis De Wijk ten behoeve van de verpleging van chronisch zieken. Er werden al vrij snel 25 patiënten verpleegd. In 1967 werd de functie van verpleeghuis overgenomen door Verpleeghuis Catharina aan de Bleulandweg. De villa kreeg vervolgens een bestemming als opleidingsinstituut voor ziekenverzorging.
Er werden tevens mannelijke verzorgenden en verpleegkundigen in gehuisvest. Zij mochten niet in de toenmalige zusterflat aan de Bleulandweg wonen.

## Rijksmonument
Het gebouw staat als Huize Elisabeth onder monumentnummer 517617 ingeschreven in het Rijksmonumentenregister. Dat geeft aan elk monument een waardering. Voor dit pand luidt die:
- Het woonhuis met bijbehorend interieur aan het Van Bergen IJzendoornpark 22 is van algemeen belang vanwege de cultuur- en architectuurhistorische waarde.
  - als representatief vroeg-20ste-eeuws voorbeeld van een aan de Amsterdamse School verwante bouwstijl en -tijd en vanwege de karakteristieke detaillering en het materiaalgebruik.
  - als voorbeeld uit het oeuvre van de Haagse architect J. Duynstee.
  - vanwege de ligging in het Van Bergen IJzendoornpark en vanwege de functioneel-ruimtelijke relatie met de overige bebouwing in het park heeft de villa stedenbouwkundige- en ensemblewaarde.
  - vanwege de nagenoeg gave hoofdvorm, detaillering en interieur.
  - Bovendien is de vrije ligging in het park en aan de Winterdijk onaangetast.